# Copa do Mundo FIFA de 1942
A Copa do Mundo FIFA de 1942 teria sido a quarta edição da Copa do Mundo FIFA, um torneio internacional de futebol masculino organizado pela Federação Internacional de Futebol (FIFA), mas foi cancelado por causa da Segunda Guerra Mundial.

## País-sede
Durante o 24º Congresso da FIFA, em Paris, no dia 3 de junho de 1938, realizado na véspera da Copa de 1938, três países se candidataram a sediar o Mundial seguinte: Alemanha, Argentina e Brasil. A Alemanha havia sido preterida em favor da França no congresso anterior, e havia realizado dois anos antes os Jogos Olímpicos de Verão de 1936, em Berlim. No entanto, brasileiros e argentinos defendiam que a competição voltasse a ser disputada na América do Sul, depois de duas edições consecutivas na Europa. 
O presidente da FIFA, Jules Rimet, adiou a decisão para o congresso seguinte, marcado para 1940, em Luxemburgo. Em março e abril de 1939, Rimet visitou a Argentina e o Brasil para conhecer as instalações dos dois países. Em seguida, foi à Alemanha com o mesmo objetivo. A infraestrutura alemã era superior, o que representava uma vantagem considerável. Além disso, a maioria das seleções europeias apresentava resistências à ideia de cruzar o Atlântico.
Em setembro de 1939, a Alemanha invadiu a Polônia, dando início à guerra. No mês seguinte, o comitê executivo da FIFA, reunido em Berna, cancelou o congresso de 1940. A Confederação Sul-Americana de Futebol, reunida em Santiago em 1940, anunciou que adiaria para depois da guerra o seu apoio a Brasil ou Argentina. 
Mesmo depois de invadir a Tchecoslováquia, Bélgica, Holanda, Noruega e Dinamarca, além da Polônia, o governo da Alemanha anunciou em janeiro de 1941 que permitiria que seleções desses países fossem à América do Sul no ano seguinte para a Copa do Mundo. A Argentina apresentou uma proposta com jogos sendo disputados em Buenos Aires, Montevidéu e Rio de Janeiro. Em 23 de março, porém, Jules Rimet anunciou oficialmente o cancelamento da competição.

## A Copa Esquecida
O pseudodocumentário Il Mundial dimenticato - la vera incredibile storia dei Mondiali di Patagonia 1942 (em português, A Copa Esquecida) conta a história de um torneio fictício disputado na Patagônia em 1942, com a participação de jogadores europeus amadores e uma seleção de índios mapuches, que vencem a Alemanha na final. O filme é inspirado no livro Los cuentos de los años felices, do escritor argentino Osvaldo Soriano.